# 안드레스 이니에스타
안드레스 이니에스타 루한(스페인어: Andrés Iniesta Luján, 1984년 5월 11일 ~ )은 스페인의 은퇴한 축구 선수로, 포지션은 미드필더이다. 정확하고 창의적인 패스능력 뿐만 아니라 일명 팬텀 드리블이라 불리는 '라 크로케타'를 자주 쓰는 것으로도 유명하다.

## 클럽 경력
이니에스타는 차비 에르난데스와 함께 바르셀로나의 허리를 지켰다.
2017년 10월 6일, 바르셀로나와 종신 계약을 맺었다.
2018년 4월 27일, 22년간 활약했던 바르셀로나에서 떠난다는 공식 발표가 있었고 2018년 5월 24일, 비셀 고베에 입단했다.
2023년 5월 25일, 비셀 고베는 공식 홈페이지를 통해 이니에스타가 7월 1일을 끝으로 J리그를 떠날 것이라고 밝혔다.
2023년 8월 7일, 이니에스타는 UAE 프로리그의 에미리트 클럽와 계약하기 위해 두바이에 도착했고, 이틀 후 입단 기자 회견을 가졌다.

## 국가대표팀 경력
2010년 FIFA 월드컵에서 7경기 모두 출전해 스페인의 역사상 최초 월드컵 우승에 일조하였는데, 칠레와의 조별리그 최종전에서 다비드 비야의 패스를 받아 결승골을 넣었고, 파라과이와의 8강전에서는 다비드 비야의 결승골을 어시스트했다. 그리고 네덜란드와의 결승전에서는 연장 후반에 세스크 파브레가스의 패스를 받아 골대 반대쪽으로 슛을 날려 결승골을 넣었다. 결승골을 넣은 후, 상의를 탈의하고 다니엘 하르케를 추모하는 골 셀레브레이션을 펼쳤는데, 그 상의에는 "DANI JARQUE SIEMPRE CON NOSOTROS (다니엘 하르케는 언제나 우리와 함께할 것이다)" 라 적혀있었다. 이니에스타는 이 세레모니로 상의 탈의에 대한 규정 위반으로 경고를 받았지만, 전 세계의 축구 팬들에게 큰 감동을 주었다.
이니에스타는 결승골을 넣은 것과 함께 경기를 효율적으로 이끄는 활약으로 그 3경기 모두 공식 최우수 선수에 정되었다.
그리고 유로 2012에서 6경기 중 전 경기에 출전해 스페인의 2회 연속 우승을 이끌었는데, 크로아티아와의 최종전에서는 후반 막바지에 헤수스 나바스의 결승골을 어시스트했다. 그리고 이탈리아와의 결승전에서는 개인 득점은 없었지만, 다비드 실바, 조르디 알바, 페르난도 토레스, 후안 마타의 릴레이 골에 간접적으로 기여하면서 3경기 모두 공식 최우수 선수로 선정되었다. 이 활약으로 무득점에도 유로 2012 대회의 MVP를 수상했다.
월드컵 결승전(2010년), 유로 결승전(2012년), 챔피언스리그 결승전(2014-15시즌)에서 MOM을 받은 최초의 선수이다.

## 경력 목록
- 2003년 FIFA 세계 청소년 축구 선수권 대회 국가대표
- 2006년 FIFA 월드컵 국가대표
- UEFA 유로 2008 국가대표
- 2010년 FIFA 월드컵 국가대표
- UEFA 유로 2012 국가대표
- 2013년 FIFA 컨페더레이션스컵 국가대표
- 2014년 FIFA 월드컵 국가대표
- UEFA 유로 2016 국가대표
- 2018년 FIFA 월드컵 국가대표

## 출전 통계
| 클럽          | 시즌        | 리그 | 리그 | 컵   | 컵   | 대륙 | 대륙 | 기타 | 기타 | 합계 | 합계 |
| 클럽          | 시즌        | 출전 | 득점 | 출전 | 득점 | 출전 | 득점 | 출전 | 득점 | 출전 | 득점 |
| ------------- | ----------- | ---- | ---- | ---- | ---- | ---- | ---- | ---- | ---- | ---- | ---- |
| 바르셀로나 B  | 2000-01     | 10   | 0    |      |      |      |      |      |      | 10   | 0    |
| 바르셀로나 B  | 2001-02     | 25   | 2    |      |      |      |      | 5    | 0    | 30   | 2    |
| 바르셀로나 B  | 2002-03     | 14   | 3    |      |      |      |      |      |      | 14   | 3    |
| 바르셀로나 B  | 소계        | 49   | 5    |      |      |      |      | 5    | 0    | 54   | 5    |
| 바르셀로나    | 2002-03     | 6    | 0    |      |      | 3    | 0    |      |      | 9    | 0    |
| 바르셀로나    | 2003-04     | 11   | 1    | 3    | 1    | 3    | 0    |      |      | 17   | 2    |
| 바르셀로나    | 2004-05     | 37   | 2    | 1    | 0    | 8    | 0    |      |      | 46   | 2    |
| 바르셀로나    | 2005-06     | 33   | 0    | 4    | 0    | 11   | 1    | 1    | 0    | 49   | 1    |
| 바르셀로나    | 2006-07     | 37   | 6    | 6    | 1    | 8    | 2    | 5    | 0    | 56   | 9    |
| 바르셀로나    | 2007-08     | 31   | 3    | 7    | 0    | 11   | 1    |      |      | 49   | 4    |
| 바르셀로나    | 2008-09     | 26   | 4    | 6    | 0    | 11   | 1    |      |      | 43   | 5    |
| 바르셀로나    | 2009-10     | 29   | 1    | 3    | 0    | 9    | 0    | 1    | 0    | 42   | 1    |
| 바르셀로나    | 2010-11     | 34   | 8    | 5    | 0    | 10   | 1    | 1    | 0    | 50   | 9    |
| 바르셀로나    | 2011-12     | 27   | 2    | 6    | 2    | 8    | 3    | 5    | 1    | 46   | 8    |
| 바르셀로나    | 2012-13     | 31   | 3    | 5    | 2    | 10   | 1    | 2    | 0    | 48   | 6    |
| 바르셀로나    | 2013-14     | 35   | 3    | 6    | 0    | 9    | 0    | 2    | 0    | 52   | 3    |
| 바르셀로나    | 2014-15     | 24   | 0    | 7    | 3    | 11   | 0    |      |      | 42   | 3    |
| 바르셀로나    | 2015-16     | 28   | 1    | 4    | 0    | 7    | 0    | 5    | 0    | 44   | 1    |
| 바르셀로나    | 2016-17     | 23   | 0    | 5    | 0    | 8    | 1    | 1    | 0    | 37   | 1    |
| 바르셀로나    | 2017-18     | 30   | 1    | 5    | 1    | 8    | 0    | 1    | 0    | 44   | 2    |
| 바르셀로나    | 소계        | 442  | 35   | 73   | 10   | 135  | 11   | 24   | 1    | 674  | 57   |
| 고베          | 2018        | 14   | 3    | 1    | 0    |      |      |      |      | 15   | 3    |
| 고베          | 2019        | 23   | 6    | 2    | 1    |      |      |      |      | 25   | 7    |
| 고베          | 2020        | 26   | 4    | 1    | 0    | 6    | 2    | 1    | 0    | 34   | 6    |
| 고베          | 2021        | 23   | 6    | 4    | 1    |      |      |      |      | 27   | 7    |
| 고베          | 2022        | 24   | 2    | 2    | 0    | 1    | 1    |      |      | 27   | 3    |
| 고베          | 2023        | 4    | 0    | 2    | 0    |      |      |      |      | 6    | 0    |
| 고베          | 소계        | 114  | 21   | 12   | 2    | 7    | 3    | 1    | 0    | 134  | 26   |
| 에미리트 클럽 | 2023-24     | 20   | 5    | 3    | 0    |      |      |      |      | 23   | 5    |
| 커리어 합계   | 커리어 합계 | 625  | 66   | 88   | 12   | 142  | 14   | 30   | 1    | 885  | 93   |

## 수상 내역

#### 바르셀로나
- 라리가 : 2004-05, 2005-06, 2008-09, 2009-10, 2010-11, 2012-13, 2014-15, 2015-16, 2017-18
- 코파 델 레이 : 2008-09, 2011-12, 2014-15, 2015-16, 2016-17, 2017-18
- 수페르코파 데 에스파냐 : 2005, 2006, 2010, 2011, 2013, 2016
- UEFA 챔피언스리그 : 2005-06, 2008-09, 2010-11, 2014-15
- UEFA 슈퍼컵 : 2011, 2015
- FIFA 클럽 월드컵 : 2009, 2011, 2015

#### 비셀 고베
- J 리그 : 2023
- 천황배 : 2019
- 일본 슈퍼컵 : 2020

#### 스페인
- UEFA 유로 : 2008, 2012
- FIFA 월드컵 : 2010
- UEFA U-16 유로 : 2001
- UEFA U-19 유로 : 2003

### 개인 수상
- 발롱도르 2위 : 2010
- 발롱도르 3위 : 2012
- 발롱도르 4위 : 2009, 2011
- UEFA 올해의 선수 : 2012
- 라리가 올해의 팀[4] : 2015-16
- 라리가 도움왕 : 2012-13
- 라리가 최우수 미드필더[5] : 2009, 2011, 2012, 2013, 2014
- 라리가 최우수 스페인 선수 : 2009
- UEFA 챔피언스리그 도움왕 : 2010-11
- UEFA 챔피언스리그 시즌의 스쿼드 : 2014-15, 2015-16
- FIFA 클럽 월드컵 브론즈볼 : 2015
- J리그 올해의 팀 : 2019, 2021
- ESM 올해의 팀 : 2010-11, 2017-18
- UEFA 올해의 팀 : 2009, 2010, 2011, 2012, 2015, 2016
- FIFA/FIFPro 월드11 : 2009, 2010, 2011, 2012, 2013, 2014, 2015, 2016, 2017
- 옹즈 드 브롱즈 : 2009
- 옹즈 다르장 : 2011
- 골든풋 : 2014

#### 국가대표
- FIFA 월드컵 드림팀 : 2010
- UEFA 유로 대회 MVP : 2012
- UEFA 유로 대회 베스트 : 2008, 2012
- FIFA 컨페더레이션스컵 실버볼 : 2013
- 2010년 FIFA 월드컵 결승전 PotM vs. 네덜란드
- UEFA 유로 2012 결승전 PotM : vs. 이탈리아

#### 선정 / 명예
- 발롱도르 드림팀 브론즈[6] : 2020
- UEFA 유로 역대 베스트 : 2016
- UEFA 궁극의 팀 : 2015
- 마르카 레전드 : 2011
- 아스투리아스 공상 : 2010
- 소피아 왕대비 상 : 2017
- 스페인 왕립 스포츠 협회 금메달 : 2011
- 스페인 왕립 스포츠 협회 대십자상 : 2018

#### 발롱도르
- 2009 - 4
- 2010 - 2
- 2011 - 4
- 2012 - 3
- 2013 - 6
- 2014 - 17
- 2015 - 9

## 사생활
이니에스타는 축구천재라는 별명 뿐만 아니라 보데가 이니에스타(Bodega Iniesta)라는 이니에스타 가문이 운영하는 와인 회사의 후계자로도 유명하다. 이니에스타 가문이 와인 사업을 시작한 것은 1990년대부터다. 이니에스타의 아버지 호세 안토니오 이니에스타가 고향 알바세테의 푸엔테알비야에서 10헥타르의 작은 면적의 포도밭에서 와인을 만든것을 계기로 시작했다.
본격적으로 사업을 키운 것은 이니에스타가 2004년 FC 바르셀로나 1군 선수로 계약하면서 부터다. 경제적인 안정감을 찾은 이니에스타 가문은 적극적인 투자로 사업을 키웠다. 2010년 이니에스타가 결승골을 넣으면서 스페인을 월드컵 우승으로 이끈 해 ‘보데가 이니에스타’는 120 헥타르로 포도밭 면적을 늘렸다. 축구장 170개에 달하는 크기다.
‘보데가 이니에스타’를 대표하는 두 와인 브랜드 ‘핀카 엘 카릴(Finca el Carril)’, ‘코라손 로코(Corazon Loco, 열렬한 마음)’는 큰 성공을 거뒀다. 한 병에 4.50유로에서 6.00유로(한화 약 7000원~8000원)에 불과한 대중 브랜드다. 이니에스타는 직접 와인 홍보 모델로 나서기도 한다.
결과적으로 '보데가 이니에스타'는 유럽을 대표하는 와인회사 중 하나가 됐으며 그는 축구계에서 현역 은퇴 후 본격적으로 가업을 이어 받을 것으로 알려졌다.
‘보데가 이니에스타’ 포도밭은 수확기인 9~10월을 제외하면 대중에 오픈되어 관광지로도 인기를 끈다.

## 같이 보기
- A매치 100경기 이상 출전한 축구 선수 명단